# Paganino Doria
Paganino Doria var en genuesisk amiral under 1300-talet. 
Han utmärkte sig särskilt under det tredje kriget mellan Republiken Genua och Republiken Venedig. 1352 besegrade han den venezianska flottan under Niccolò Pisani utanför Konstantinopel och tvang kejsar Johannes Kantakuzenos att stänga de grekiska hamnarna för venezierna, och att ge genueserna fullständig handelsfrihet. De stora förlusterna han led under denna drabbning hade dock som följd att han 1353 miste sitt befäl. 1354 återfick han sitt befäl och vann 3 november samma år vid Porto Longo en stor seger över Pisani, som blev fångad tillsammans med hela sin flotta. Detta ledde till att Venedig blev tvunget att sluta fred med Genua.